# Clasificarea virusurilor
Clasificarea virusurilor conform Virus Taxonomy: Eighth Report of international Comitee on Taxonomy of Viruses.

## Grupa I
Virusuri ld ADN
- Ordin Caudovirales
  - Familia Myoviridae
  - Familia Podoviridae
  - Familia Siphoviridae
- Neclasificat-familie
  - Familia Ascoviridae
  - Familia Adenoviridae
  - Familia Asfarviridae
  - Familia Baculoviridae
  - Familia Corticoviridae
  - Familia Fuselloviridae
  - Familia Guttaviridae
  - Familia Herpesviridae
  - Familia Iridoviridae
  - Familia Lipothrixviridae
  - Familia Nimaviridae
  - Familia Polyomaviridae
  - Familia Papillomaviridae
  - Familia Phycodnaviridae
  - Familia Plasmaviridae
  - Familia Polydnaviridae
  - Familia Poxviridae
  - Familia Rudiviridae
  - Familia Tectiviridae
- Neclasificat-gen
  - Gen Mimivirus
  - Gen Rhizidovirus

## Grupa II
Virusuri ls ADN:
- Neclasificat
  - Familia Circoviridae
  - Familia Geminiviridae
  - Familia Inoviridae
  - Familia Microviridae
  - Familia Nanoviridae
  - Familia Parvoviridae

## Grupa III
Virusuri ld ARN:
- Neclasificat
  - Familia Birnoviridae
  - Familia Chrysoviridae
  - Familia Cystoviridae
  - Familia Hypoviridae
  - Familia Partitiviridae
  - Familia Reoviridae
  - Familia Totiviridae

## Grupa IV
Virusuri ls ARN:
- Ordinul Nidovirales
  - Familia Arteriviridae
  - Familia Coronaviridae
  - Familia Roniviridae
- Neclasificat-familie
  - Familia Astroviridae
  - Familia Barnaviridae
  - Familia Bromoviridae
  - Familia Calciviridae
  - Familia Closteroviridae
  - Familia Comoviridae
  - Familia Dicistroviridae
  - Familia Flaviviridae
  - Familia Flexiviridae
  - Familia Leviviridae
  - Familia Luteoviridae
  - Familia Marnviridae
  - Familia Narnaviridae
  - Familia Nodaviridae
  - Familia Picornaviridae
  - Familia Potyviridae
  - Familia Sequiviridae
  - Familia Tetraviridae
  - Familia Tombusviridae
  - Familia Togaviridae
  - Familia Tymoviridae
- Neclasificat-gen
  - Gen Benyvirus
  - Gen Cheravirus
  - Gen Furovirus
  - Gen Hepevirus
  - Gen Hordeivirus
  - Gen Idaeovirus
  - Gen Iflavivirus
  - Gen Machlomovirus
  - Gen Pecluvirus
  - Gen Ourmiavirus
  - Gen Pomovirus
  - Gen Sadwavirus
  - Gen Sobemovirus
  - Gen Tobamovirus
  - Gen Tobravirus
  - Gen Umbravirus

## Grupa V
- Ordinul Mononegavirales
  - Familia Bornaviridae
  - Familia Filoviridae
  - Familia Paramyxoviridae
  - Familia Rhabdoviridae
- Neclasificat-familie
  - Familia Arenaviridae
  - Familia Bunyaviridae
  - Familia Orthomyxoviridae
- Neclasificat-gen
  - Gen Deltavirus
  - Gen Ophiovirus
  - Gen Tenuivirus
  - Gen Varicosaivirus

## Grupa VI
Virusuri ARN-RT:
- Neclasificat
  - Familia Metaviridae
  - Familia Retroviridae
  - Familia Pseudoviridae

## Grupa VII
Virusuri ADN-RT:
- Neclasificat
  - Familia Hepadnaviridae
  - Familia Caulimoviridae